# Noelle Beck
Noelle Beck, (née le 14 décembre 1967 à Baltimore) est une actrice américaine.

## Biographie
Beck a également eu l'honneur d'être invitée vedette dans un épisode de la première saison de Sex and the City, dans l'épisode 8, « Trois, c'est une foule ».
Elle était dans New York, unité spéciale comme Stephanie Mulroney et dans New York, section criminelle comme Tina Davenport et sera de retour à New York, section criminelle en 2011 pour jouer Debra Brite.

### Vie privée
Beck a épousé Eric Petterson le 5 août 1990 ; ils ont deux filles, Forrest (née en 1991) et Spencer (née en 1992), et un fils, Brock (né 1998).

## Filmographie

### Cinéma
- 2005 : Rescue Me : Les Héros du 11 septembre : Mariel
- 1996 : The Substitute de Robert Mandel : Deidre Lane

### Télévision
- 2015 : The Blacklist saison 2 : Ginger Lumière
- 2012 : Person of Interest : Sydney Baylor
- 2011 : New York, section criminelle (saison 10, épisode 1) : Deborah Brite
- 2011 : New York, unité spéciale (saison 12, épisode 22) : Dr. Audrey Shelton
- 2011 : Blue Bloods : Sue Conners
- 2010 : Wall Street : L'argent ne dort jamais : la femme de James
- 2010 : Selling New York (TV) : elle-même
- 2008 : As the World Turns (TV) : Lily Walsh Snyder #4 (2008–2010)
- 2007 : Cashmere Mafia (TV) : Cilla Grey
- 2006 : The Evidence : Les Preuves du crime (TV) : inspecteur Jessica Sykes
- 2006 : If I Didn't Care : Janice Meyers
- 2005 : Trust the Man : hôtesse de l'air
- 2005 : The Naked Brothers Band : Katrina
- 2004 : My Sexiest Mistake (TV) : Andie
- 2002 : New York, section criminelle (saison 2, épisode 7) : Tina Davenport
- 2000 : Tucker : Jeannie Pierce
- 2000 : New York, unité spéciale (saison 1, épisode 15) : Stephanie Mulroney
- 2000 : New York, police judiciaire (saison 10, épisode 14) : Stephanie Mulroney
- 1996 : Central Park West (TV) : Jordan Tate
- 1989 :  Fletch Lives : Betty Dilworth
- 1983 : Amoureusement vôtre (1983) (TV) : Trisha Alden|Patricia « Trisha » Alden Sowolsky Hartman McKenzie